# Quang Thắng
Đặng Quang Thắng, thường được biết đến với nghệ danh Quang Thắng (sinh ngày 21 tháng 10 năm 1968), là một nam diễn viên kiêm nghệ sĩ hài người Việt Nam. Ông là nghệ sĩ chuyên về hài kịch và vai diễn nổi bật nhất trong sự nghiệp của ông chính là vai Táo Kinh tế trong chương trình Gặp nhau cuối năm.
Ngoài diễn hài, ông còn tham gia diễn xuất trong một số bộ phim truyền hình, phim điện ảnh hay làm người dẫn chương trình. Năm 2015, ông đã được phong tặng danh hiệu Nghệ sĩ ưu tú.

## Tiểu sử
Sau khi học xong cấp 3, Quang Thắng đăng ký dự thi vào trường Trung cấp Văn hóa Nghệ thuật Hải Phòng. Sau khi trúng tuyển và theo học, năm 1989, ông tốt nghiệp và ra trường. Bị cuộc sống nghèo khổ đeo bám nên ngoài diễn xuất, ông phải làm thêm nhiều nghề phụ để trang trải cuộc sống. Ban đầu, ông đi làm thuê cho gia đình một cô chú trong đoàn kịch Hải Phòng, ngày đưa hàng từ Hải Phòng lên chợ Đồng Xuân, tối lại bắt tàu xe ngược trở về đi diễn. Rồi việc đưa hàng thưa dần, ông phải đi làm phụ xe, rồi kiêm làm bốc vác cho chủ xe.
Năm 1999, ông lên Hà Nội học lớp đạo diễn của Trường Đại học Sân khấu và Điện ảnh Hà Nội.

## Sự nghiệp
Mặc dù hoạt động diễn xuất chủ yếu trên thành phố Hà Nội nhưng suốt một thời gian dài Quang Thắng vẫn là diễn viên thuộc biên chế của Đoàn Kịch nói Hải Phòng.
Tháng 8 năm 2019, ông chuyển công tác lên Nhà hát Kịch Hà Nội sau khi được sự cho phép của các cơ quan chức năng thành phố Hải Phòng.

### Hài kịch
Gặp nhau cuối tuần là chương trình đã gây dựng nên sự nghiệp hài kịch của ông. Từ đây, tên tuổi của ông trở nên quen thuộc với khán giả cả nước và nó cũng là tiền đề để ông phát triển sự nghiệp trong các chương trình hài kịch sau này như Gala Cười hay Gặp nhau cuối năm.
Trong hoạt động hài kịch, Quốc Khánh và Vân Dung là hai bạn diễn thân thiết nhất của ông. Trong đó, bộ đôi Quang Thắng – Vân Dung luôn được nhắc tới như cặp bài trùng với chiếc mũi to của "Thắng vẹo" và dáng đứng "đào thế" của Vân Dung.

#### Gala Cười
- Năm 2003, nhóm hài Quang Thắng – Phạm Bằng – Vân Dung – Quốc Khánh là một trong 5 diễn viên, nhóm hài đoạt giải Diễn viên, nhóm hài xuất sắc nhất do Ban giám khảo bình chọn.[7]
- Năm 2004, ông được khán giả bình chọn là một trong 5 nghệ sĩ hài được yêu thích nhất qua tổng đài 19001221.[8]
- Năm 2005, tiểu phẩm Câu chuyện hoa hồng của ông tham gia diễn xuất cùng với Công Lý và Vân Dung là một trong 3 tiểu phẩm đoạt giải Tiểu phẩm xuất sắc nhất do Ban giám khảo bình chọn.[9]

| Năm  | Tiểu phẩm             | Vai diễn                 | Ghi chú            |
| ---- | --------------------- | ------------------------ | ------------------ |
| 2003 | Chí Phèo thời nay     | Dần                      |                    |
| 2003 | Chuyện của Sếp        |                          |                    |
| 2004 | Kẻ cắp gặp bà già     | Phô                      |                    |
| 2004 | Tế gà                 | Hỉ                       | Video trên YouTube |
| 2005 | Câu chuyện hoa hồng   | Huỳnh Bánh Bốc           | Video trên YouTube |
| 2007 | Vi trùng quý hiếm     | Khuất Văn Khắt           | Video trên YouTube |
| 2010 | Từ Thức gặp nạn       |                          |                    |
| 2011 | Ôi quê tôi & bà tôi   |                          |                    |
| 2012 | Mái đình làng biển    |                          |                    |
| 2012 | Trộm ngày             | Quang                    |                    |
| 2013 | Tình bạn              | Tới                      |                    |
| 2014 | Bão trong nhà ông     | Chủ tịch xã              |                    |
| 2014 | Quê nhà               |                          |                    |
| 2015 | Đặt tên cho con       | Chồng                    | Video trên YouTube |
| 2016 | Tế gà                 | Mộc trưởng thôn          | Video trên YouTube |
| 2017 | Cuộc đấu bất ngờ      | Tắc-king (Dieter Bohlen) | Video trên YouTube |
| 2018 | Tứ đại đồng đường     | Giải                     |                    |
| 2019 | Bố thuê               | Bố của Phong             |                    |
| 2021 | Mua hàng cuối năm     | Khách hàng               |                    |
| 2022 | Rừng xanh             | Chó                      |                    |
| 2023 | Ai là người hạnh phúc | Chồng                    |                    |
| 2024 | Tiểu thư kén rể       | Rể                       |                    |

#### Táo quân
Ông là một trong những người đã tham gia Táo quân ngay từ năm đầu tiên và gắn bó xuyên suốt với chương trình từ đó đến nay. Ông đã đóng nhiều vai Táo khác nhau, trong đó vai Táo Kinh tế là vai diễn gắn liền với ông nhiều nhất kể từ năm 2009, phụ trách mảng kinh tế, tài chính của thiên đình, trừ năm 2010, vẫn với chủ đề đó nhưng thay đổi là táo tiền vàng. Các năm tiếp theo của ông vẫn là táo kinh tế.
Trong dịp Tết Nguyên đán 2013, ngoài chương trình Táo quân của VFC, ông còn tham gia phiên bản Táo quân khác do Đài Truyền hình Kỹ thuật số VTC sản xuất với vai Táo Giao thông. Chương trình được phát vào tối ngày 23 tháng 12 năm Nhâm Thìn (ngày 3 tháng 2 năm 2013), trước Táo quân của VFC một tuần.
- Một số tiểu phẩm/phim hài mà Quang Thắng tham gia:

| Năm  | Tiểu phẩm / phim hài                                | Vai diễn                        | Đạo diễn            | Hãng phát hành                                                          | Ghi chú    | Chú thích            |
| ---- | --------------------------------------------------- | ------------------------------- | ------------------- | ----------------------------------------------------------------------- | ---------- | -------------------- |
| 2006 | Lên voi                                             | Kim Ấm                          | Phạm Đông Hồng      | Công ty Cổ phần Nghe nhìn Thăng Long (Thăng Long Audio Visual - TLAV)   |            | [ 10 ]               |
| 2007 | Ăn vạ                                               | Cụ Đồ điếc                      | Phạm Đông Hồng      | Công ty Cổ phần Nghe nhìn Thăng Long (Thăng Long Audio Visual - TLAV)   |            |                      |
| 2007 | Tửu Sắc                                             |                                 | Phạm Đông Hồng      | Công ty Cổ phần Nghe nhìn Thăng Long (Thăng Long Audio Visual - TLAV)   |            |                      |
| 2008 | Người lịch sự                                       | Chén                            | NSƯT Vũ Trường Khoa | [ note 1 ]                                                              | [ 11 ]     |                      |
| 2010 | Kiên nặng kiện                                      | Anh bán than (chồng cô rửa bát) | Bùi Thọ Thịnh       | Hồ Gươm Audio                                                           | [ note 2 ] | [ 12 ]               |
| 2010 | Rượt đuổi tình yêu                                  | Thắng/Ni-cô-lai Nhai-dép-xốp    |                     | Công ty Cổ phần Nghệ thuật Giải trí Hoa Dương (Hoa Dương Entertainment) | [ note 3 ] | [ 13 ] [ 14 ]        |
| 2013 | Ba tay keo kiệt và những chiêu giả vờ say đỉnh nhất | Bùng                            | Lương Đình Dũng     | Tứ Vân Media                                                            | [ note 4 ] | [ 15 ] [ 16 ]        |
| 2014 | Chôn nhời                                           | Bợm                             | Phạm Đông Hồng      | Thăng Long Audio Visual                                                 |            |                      |
| 2015 | Chôn nhời 2                                         | Bợm                             | Phạm Đông Hồng      | Thăng Long Audio Visual                                                 |            |                      |
| 2015 | Thần kê, thánh cẩu                                  | Văn Trí                         | Phạm Đông Hồng      | Thăng Long Audio Visual                                                 |            | [ 17 ] [ 18 ]        |
| 2016 | Chôn nhời 3                                         | Bợm                             | Phạm Đông Hồng      | Thăng Long Audio Visual                                                 |            | [ 19 ]               |
| 2017 | Chôn nhời 4                                         | Bợm                             | Phạm Đông Hồng      | Thăng Long Audio Visual                                                 |            | [ 20 ] [ 21 ] [ 22 ] |
| 2017 | Thị Hến kén chồng                                   | Trùm Sò                         | Nguyễn Đình Quyền   | BH Media Corp                                                           |            | [ 23 ]               |
| 2018 | Chôn nhời 5                                         | Bợm                             | Phạm Đông Hồng      | Thang Long Audio Visual                                                 |            | [ 24 ]               |
| 2018 | Tiền đồ 3: Lấy vợ bản                               | Phát                            | Phạm Đức Dũng       | Phương Nam Film (PNF)                                                   |            | [ 25 ]               |
| 2020 | I am râu quặp                                       | Họa                             | Trung Trần          | Thang Long Audio Visual                                                 |            |                      |

## Phim đã tham gia

### Phim truyền hình
Quang Thắng từng lên Hà Nội đóng phim từ năm 1996, trong phim Những người con của biển. Sau đó ông còn tham gia phim Xóm ven sông khá đình đám lúc bấy giờ, bộ phim về đề tài trẻ em nghiện ngập ma túy, đi trong con đường tội lỗi.
- Năm 2002, ông tham gia diễn xuất trong phim Tết này ai đến xông nhà do NSƯT Trần Lực làm đạo diễn. Đây là một bộ phim truyền hình mang tính hài hước được phát hành để phục vụ nhu cầu thư giãn của khán giả vào dịp Tết Nhâm Ngọ 2002. Trong phim, ông đóng vai Mớ cùng với vai Thi (Quốc Khánh) và Quốc (Chí Trung) tạo thành một bộ ba bạn thân đem đến cho khán giả những giây phút thư giãn thực sự.[27]
- Năm 2008
  - Ông tham gia bộ phim truyền hình dài tập Những người độc thân vui vẻ của đạo diễn, NSƯT Đỗ Thanh Hải với vai anh Tiến bảo vệ của khu tập thể. Phim được lên sóng từ ngày 14 tháng 2 năm 2008 với 2 tập/tuần.
  - Sau đó, ông tham gia một bộ phim khác của VFC là Gió qua phố Hiến. Phim kéo dài 10 tập và được khởi quay vào cuối năm 2007. Phim được phát sóng trên kênh VTV1 từ ngày 16 tháng 6 năm 2008, ngay sau khi kết thúc phim Chạy án.[28][29]
- Năm 2016, ông tham gia diễn xuất trong bộ phim Tết Nguyên Đán Lời nói dối ngọt ngào cùng với Vân Dung, Bình Minh và Lan Phương trong vai Thắng "mũi to". Phim có độ dài 4 tập, được phát sóng trên kênh VTV1. Diễn xuất của ông được đánh giá cao.[30]
- Năm 2018, ông tiếp tục tham gia bộ phim Yêu thì ghét thôi (Ghét thì yêu thôi phần 2) phát trên kênh VTV3 cùng Vân Dung, Chí Trung, Phanh Lee và Đình Tú trong vai Thắng. Bộ ba đã tạo nên câu chuyện tình tay ba hết sức vui nhộn.[31][32]

| Năm  | Phim                          | Vai diễn       | Đạo diễn                                    | Chú thích |
| ---- | ----------------------------- | -------------- | ------------------------------------------- | --------- |
| 1996 | Những người con của biển      |                | NSƯT Đặng Tất Bình                          |           |
| 1999 | Nhịp tim lầm lạc              | Thợ ảnh        | NSƯT Lê Đức Tiến                            |           |
|      | Xóm bờ sông                   |                | Thọ Vân                                     |           |
| 2000 | Sóng ở đáy sông               | Vâu choắt      | NSƯT Lê Đức Tiến                            |           |
| 2001 | Nghệ sĩ giải hạn              | Hào            | Nguyễn Anh Tuấn                             |           |
| 2001 | Hoa cỏ may                    |                | NSƯT Lưu Trọng Ninh                         |           |
| 2001 | Ngày hè sôi động              | Hiệp           | NSND Trọng Trinh                            |           |
| 2002 | Tết này ai đến xông nhà       | Mớ             | NSƯT Trần Lực                               |           |
| 2002 | Trời cho, trò chơi            | Họa sĩ         | Nguyễn Anh Tuấn                             |           |
| 2002 | Nọc độc                       | An             | NSƯT Lê Đức Tiến                            |           |
| 2002 | Gái một con                   | Sĩ lắp         | Triệu Tuấn                                  |           |
| 2002 | Đất và người                  | Tí             | NSND Phạm Thanh Phong, NSND Nguyễn Hữu Phần |           |
| 2002 | Chớm nắng                     | Dậu            | Vũ Minh Trí                                 |           |
| 2003 | Tìm mẹ                        | Đỉnh           | Vũ Minh Trí                                 |           |
| 2004 | Cái dằm                       |                | NSND Phạm Thanh Phong                       |           |
| 2004 | Thế mới là cuộc đời           | Diến           | NSND Trọng Trinh                            |           |
| 2008 | Những người độc thân vui vẻ   | Tiến bảo vệ    | NSƯT Đỗ Thanh Hải                           |           |
| 2008 | Gió từ phố Hiến               | Điệp           | NSƯT Đỗ Thanh Hải                           |           |
| 2010 | Quý cô tuổi Dần               | Mịch           | Lê Văn Thảo                                 |           |
| 2011 | Tháng củ mật                  | Thắng          | NSƯT Nguyễn Danh Dũng                       |           |
| 2011 | Đếm ngược cho 30              |                | Trịnh Lê Phong                              |           |
| 2012 | Tìm nơi đón Tết               |                | Trịnh Lê Phong                              |           |
| 2013 | Trò đời                       | Ông TYPN       | NSND Phạm Nhuệ Giang                        |           |
| 2014 | Bão qua làng                  | Lượng          | NSƯT Lê Mạnh, NSƯT Trần Quốc Trọng          |           |
| 2015 | Cánh gió đầu xuân             |                | NSƯT Vũ Hồng Sơn                            |           |
| 2016 | Lời nói dối ngọt ngào         | Thắng "mũi to" | NSƯT Vũ Hồng Sơn                            |           |
| 2017 | Những người nhiều chuyện      | Nhã            | NSƯT Lê Mạnh, NSƯT Trần Quốc Trọng          |           |
| 2018 | Yêu thì ghét thôi             | Ông Thắng      | Trịnh Lê Phong                              |           |
| 2018 | Mẹ ơi, bố đâu rồi?            | Ông Đại        | Bùi Tiến Huy                                |           |
| 2021 | 11 tháng 5 ngày               | Ông Tiến       | Nguyễn Đức Hiếu, Lê Đỗ Ngọc Linh            |           |
| 2022 | Chồng cũ, vợ cũ, người yêu cũ | Ông Tiện       | NSƯT Vũ Trường Khoa                         |           |

#### PhimSitcom
| Năm       | Phim                 | Vai diễn                            | Đạo diễn       | Chú thích |
| --------- | -------------------- | ----------------------------------- | -------------- | --------- |
| 2014-2015 | Gái ngoan truyền kỳ  | Quân                                | Trịnh Lê Phong |           |
| 2015-2018 | Bó tay.Kom           | Bảo vệ Thôi, Tổng trưởng phòng Thôi | Trịnh Lê Phong |           |
| 2017      | Chung cư loạn truyện | Ông Đạt                             | Trịnh Lê Phong |           |

### Phim điện ảnh
- Năm 2005, ông tham gia hai phim điện ảnh của Hãng phim Phước Sang là Áo lụa Hà Đông của đạo diễn Lưu Huỳnh và Đẻ mướn của đạo diễn Lê Bảo Trung. Trong Áo lụa Hà Đông, ông vào vai quan huyện thời trẻ còn trong Đẻ mướn thì ông vào vai Chủ tịch Câu lạc bộ những người cha[33]. Áo lụa Hà Đông đã đạt được thành công rất lớn khi giành tới 5 giải Cánh diều vàng 2006 và đã được chọn để đại diện cho Việt Nam tham gia tranh giải Oscar lần thứ 80 ở hạng mục Phim tiếng nước ngoài hay nhất.[34]
- Năm 2007, ông tham gia phim Vũ điệu tử thần của đạo diễn Bùi Tuấn Dũng.
- Năm 2014
  - Ông tham gia phim Hiệp sĩ mù của đạo diễn Lưu Huỳnh với vai thầy bói được gã Cường giang hồ (do Bình Minh thủ vai) tìm đến để nhờ giúp đỡ hắn trong cơn hoạn nạn.[35]
  - Sau đó, ông tiếp tục tham gia phim Chàng trai năm ấy, đây là một trong những bộ phim được mong chờ nhất năm 2014 của điện ảnh Việt Nam. Bộ phim gây chú ý từ dàn diễn viên chính, phụ đến ca khúc nhạc phim là Chắc ai đó sẽ về. Trong phim, ông đóng vai người bố vui tính của ca sĩ Đình Phong do Sơn Tùng M-TP thủ vai.[36]
- Năm 2017, ông tham gia phim hành động võ thuật Lục Vân Tiên: Tuyệt đỉnh Kungfu, công chiếu vào dịp Tết 2017.
- Năm 2021, ông tham gia phim Trạng Tí phiêu lưu ký của đạo diễn Phan Gia Nhật Linh
- Năm 2023, ông tham gia phim Người vợ cuối cùng của đạo diễn Victor Vũ công chiếu ngày 3 tháng 11 năm 2023.

| Năm  | Phim                            | Vai diễn                            | Đạo diễn           | Chú thích |
| ---- | ------------------------------- | ----------------------------------- | ------------------ | --------- |
| 2005 | Áo lụa Hà Đông                  | Quan huyện thời trẻ                 | Lưu Huỳnh          |           |
| 2005 | Đẻ mướn                         | Chủ tịch Câu lạc bộ những người cha | Lê Bảo Trung       |           |
| 2006 | Vũ điệu tử thần                 | Hoàng                               | Bùi Tuấn Dũng      |           |
| 2014 | Hiệp sĩ mù                      | Thầy bói                            | Lưu Huỳnh          |           |
| 2014 | Chàng trai năm ấy               | Bố của Phong                        | Nguyễn Quang Huy   |           |
| 2017 | Lục Vân Tiên: Tuyệt đỉnh Kungfu | Đại Gia                             | Hoàng Phúc         |           |
| 2021 | Trạng Tí phiêu lưu ký           | Bá hộ Mão                           | Phan Gia Nhật Linh |           |
| 2023 | Người vợ cuối cùng              | Quan huyện                          | Victor Vũ          |           |

### Truyền hình
Quang Thắng cũng từng tham gia một số chương trình truyền hình với vai trò là người đồng hành trong Ở nhà chủ nhật hay là người dẫn chương trình trong Chúng tôi là chiến sĩ và Ẩm thực độc đáo. Ông cũng từng làm MC cho chương trình Thuế và đời sống của VTV.

#### Chương trình truyền hình
- Chiếc nón kỳ diệu (mùng 3 Tết 24/1/2004).
- Vượt Lên Chính Mình (13/8/2010).
- Hãy chọn giá đúng (30/3/2014) (người chơi)
- Chết cười (VTV3) - Tập 6 (7/3/2015)
- TTV hội tụ (TTV) - khách mời
- Ký ức vui vẻ (mùa 2 tập 15 8/12/2019).
- Tối chủ nhật vui vẻ (tập 9 24/12/2019)
- Chọn đâu cho đúng (tập cuối ngày 31/8/2020).
- Cuộc hẹn cuối tuần khách mời cùng Vân Dung (mùa 1,3), Chí Trung (mùa 3), Tự Long (mùa 3)
- Chào buổi sáng, tiểu mục Sao thần nông trong Chào buổi sáng Bông lúa
- Việt Nam đa sắc (VTV3)
- Quán quen chính gốc (VTV3)
- Khách sạn 5 sao (VTV3) - khách mời cùng Đỗ Duy Nam (2025)
- Mùa hè lấp lánh (VTV3) - thành viên trong "ban giám khảo" (1/6/2025)
- Đẹp +84 (VTV3) - trưởng toa (4 - 8/8/2025)
- Hội Ngộ Danh Hài (HTV7) (2014)

### Quảng cáo
- Snack Zonzon (2001)
- Cao dán Ecosip (2008)
- Mì ăn liền Bắc Trung Nam (2008)
- Mandarin Garden (2011)
- Sữa Cô gái Hà Lan
- Thuốc Đại tràng Tâm Bình (2014)
- Thuốc Tiền đình khang (2014)
- Nhôm Đông Á (2019)

## Vinh danh
Sau hơn 25 năm miệt mài cống hiến cho nền nghệ thuật nước nhà, trong đợt xét tặng danh hiệu Nghệ sĩ Nhân dân, Nghệ sĩ Ưu tú lần thứ 8 diễn ra vào cuối năm 2015, Quang Thắng đã được Chủ tịch nước Trương Tấn Sang phong tặng danh hiệu Nghệ sĩ Ưu tú thuộc lĩnh vực Sân khấu. Cùng được công nhận NSƯT đợt này với ông còn có một số nghệ sĩ nổi tiếng khác như Xuân Bắc, Hoài Linh, nhạc sĩ Hồ Hoài Anh, nghệ sĩ múa Linh Nga,...
Chia sẻ của danh hài đất Cảng với phóng viên báo điện tử Kiến thức sau khi nhận danh hiệu NSƯT:
| “                            | Với danh hiệu cao quý này, ai cũng vui, ai cũng rất phấn khởi nhưng Quang Thắng nghĩ rằng đây không phải là đích cuối cùng của Quang Thắng. Quang Thắng nghĩ rằng sẽ phấn đấu hơn nữa, nỗ lực hơn nữa để đợt tới sẽ được phong tặng NSND. Đấy mới là đích cuối cùng của Quang Thắng. | ” |
| — Quang Thắng (tháng 1/2016) | |   |

## Đời tư
- Vợ của Quang Thắng là Cao Thanh Hảo, sinh năm 1979. Sau khi tốt nghiệp khoa Sử, Trường Đại học Khoa học Xã hội và Nhân văn, cô về công tác tại Thư viện Hải Phòng.[28][41]
- Năm 2002, ông và Cao Thanh Hảo kết hôn, họ đã có với nhau ba người con gồm hai cô con gái lớn và một cậu con trai út. Con gái lớn tên Đặng Cao Thanh Huyền, con gái thứ tên Đặng Cao Huyền Nhi và con trai út tên Đặng Cao Quang Minh.[28][42]
- Ông có các sở thích là chơi chim, sưu tầm rượu và nuôi chó.[1][43]
- Hiện nay, cả gia đình ông đang sống tại nhà riêng nằm trên phố Văn Cao, thành phố Hải Phòng gần trụ sở Trường Đại học Hàng hải Việt Nam.[44]

## Tranh cãi

### Tranh cãi quảng cáo Mandarin Garden
Clip quảng cáo kéo dài 30 giây do Quang Thắng cùng Phạm Bằng thể hiện. Bối cảnh của dự án hết sức thơ mộng: có vườn thượng uyển, có công viên và hồ rộng 13 ha, mục đích quảng cáo cho chung cư cao cấp Mandarin Garden của Tập đoàn Hòa Phát nhưng có phần sai sự thật.
Tuy nhiên, trên thực tế thì những yếu tố thơ mộng của dự án lại không hề có bởi khu đất xung quanh dự án Mandarin Garden, không thấy khu đất trống nào để có thể đào được hồ rộng 13 ha.
Về mặt pháp lý, có thể sẽ không xử phạt được Tập đoàn Hòa Phát sau khi tập đoàn này nhanh chóng "sửa sai" tuy nhiên, quan trọng hơn là niềm tin của khách hàng, nhà đầu tư sẽ ít nhiều lung lay khi quyết định nên hay không nên tiếp tục giao dịch mua bán căn hộ tại Mandarin Garden.

### Tin tức
- ""Táo quân" và dàn diễn viên NSND-NSƯT hùng hậu". Báo điện tử Dân trí. ngày 19 tháng 7 năm 2015. Truy cập ngày 9 tháng 1 năm 2016.
- "Quang Thắng chạnh lòng vì 'mũi to'". VnExpress. ngày 17 tháng 6 năm 2009. Truy cập ngày 8 tháng 7 năm 2015.
- "Nghệ sĩ Quang Thắng: Làng hài cũng tử tế với nhau lắm chứ!". Báo Quảng Ninh. ngày 9 tháng 6 năm 2011. Bản gốc lưu trữ ngày 4 tháng 3 năm 2016.
- "Quang Thắng làm chú Cuội". VnExpress. ngày 27 tháng 8 năm 2013. Truy cập ngày 9 tháng 7 năm 2015.
- "Xế hộp 500 triệu đồng mới tậu của danh hài Quang Thắng". nguoiduatin.vn - Báo điện tử Người đưa tin. ngày 3 tháng 9 năm 2013. Bản gốc lưu trữ ngày 5 tháng 3 năm 2016. Truy cập ngày 7 tháng 7 năm 2015.
- ""Táo kinh tế" Quang Thắng "lên chức" Trưởng ban VTV5". Báo điện tử VTV. ngày 7 tháng 9 năm 2013. Truy cập ngày 7 tháng 7 năm 2015.
- "Quang Thắng, Viết Thái vất vả chọn quà tặng vợ". VnExpress. ngày 18 tháng 10 năm 2013. Truy cập ngày 9 tháng 7 năm 2015.
- ""Táo kinh tế" Quang Thắng: Nhà Hà Nội vẫn chỉ là giấc mơ..." Báo điện tử VTV. ngày 1 tháng 3 năm 2014.
- "Nghệ sĩ hài Quang Thắng: "Thánh nhân đãi kẻ khù khờ"". VietnamPlus, Thông tấn xã Việt Nam. ngày 16 tháng 2 năm 2015.
- "Nghệ sĩ Quang Thắng kêu cứu". Báo VietNamNet, Bộ Thông tin và Truyền thông. ngày 9 tháng 1 năm 2018. Truy cập ngày 9 tháng 12 năm 2019.
- "Quang Thắng tiết lộ câu chuyện về 2 "ông trùm" Táo Quân". Báo VietNamNet, Bộ Thông tin và Truyền thông. ngày 31 tháng 1 năm 2018. Truy cập ngày 9 tháng 12 năm 2019.
- "NSƯT Quang Thắng: "Tôi ghen tị vì Táo Quân dù đang hot cũng không đông bằng show của Bức Tường"". Báo điện tử Trí Thức Trẻ. ngày 9 tháng 12 năm 2019. Bản gốc lưu trữ ngày 9 tháng 12 năm 2019. Truy cập ngày 9 tháng 12 năm 2019.

### YouTube
- Gặp nhau cuối tuần: Văn chương - Quang Thắng, Thanh Tú, Thành Trung trên YouTube
- Gala cười 2005: Câu chuyện hoa hồng - Quang Thắng, Vân Dung, Công Lý trên YouTube
- Gala cười 2007: Con bệnh - Quang Thắng, Vân Dung, Tự Long trên YouTube
- Hài Tết 2015: Chôn nhời 2 - Quang Thắng, Kim Oanh, Phạm Bằng trên YouTube